# Simpatico
Simpatico är ett musikalbum av D-A-D som kom ut den 6 november 1997. Detta var det sjätte studioalbumet.

## Låtlista
1. Empty Heads
2. Simpatico
3. Home Alone 4
4. Cloudy Hours
5. Hate To Say I Told You So
6. No One Answers
7. Mad Days
8. Don't Tell Me Anything
9. You Do What I've Just Done
10. Life Right Now
11. Now Or Forever
12. A Hand Without Strength
13. Favours (Bonusspår)